# Copa montenegrina de futbol
La Copa montenegrina de futbol (en montenegrí: Kup Crne Gore, en serbi: Crnogorski fudbalski kup) és la segona competició futbolística de Montenegro. S'inicià la temporada 2006-07, després de la independència del país. El vencedor es classifica per la Copa de la UEFA.

## Historial
Font:
| Temporada | Campió                                           | Resultat                                         | Finalista                                        | Seu                                              | Espectadors                                      |
| --------- | ------------------------------------------------ | ------------------------------------------------ | ------------------------------------------------ | ------------------------------------------------ | ------------------------------------------------ |
| 2006-07   | FK Rudar (1)                                     | 2-1                                              | FK Sutjeska                                      | E. Ciutat de Podgorica, Podgorica                | 8.000                                            |
| 2007-08   | FK Mogren (1)                                    | 1-1 (prò.) (6-5 p)                               | FK Budućnost                                     | E. Ciutat de Podgorica, Podgorica                | 10.000                                           |
| 2008-09   | OFK Petrovac (1)                                 | 1-0 (prò.)                                       | FK Lovćen                                        | E. Ciutat de Podgorica, Podgorica                | 4.000                                            |
| 2009-10   | FK Rudar (2)                                     | 2-1                                              | FK Budućnost                                     | E. Ciutat de Podgorica, Podgorica                | 6.000                                            |
| 2010-11   | FK Rudar (3)                                     | 2-2 (prò.) (5-4 p)                               | FK Mogren                                        | E. Ciutat de Podgorica, Podgorica                | 5.000                                            |
| 2011-12   | FK Čelik Nikšić (1)                              | 2-1                                              | FK Rudar                                         | E. Ciutat de Podgorica, Podgorica                | 6.000                                            |
| 2012-13   | FK Budućnost (1)                                 | 1-0                                              | FK Čelik                                         | E. Ciutat de Podgorica, Podgorica                | 6.000                                            |
| 2013-14   | FK Lovćen (1)                                    | 1-0                                              | FK Mladost                                       | E. Ciutat de Podgorica, Podgorica                | 6.000                                            |
| 2014-15   | FK Mladost (1)                                   | 2-1 (prò.)                                       | OFK Petrovac                                     | E. Ciutat de Podgorica, Podgorica                | 5.000                                            |
| 2015-16   | FK Rudar (4)                                     | 0-0 (prò.) (4-3 p)                               | FK Budućnost                                     | E. Ciutat de Podgorica, Podgorica                | 6.000                                            |
| 2016-17   | FK Sutjeska (1)                                  | 1-0                                              | OFK Grbalj                                       | E. Ciutat de Podgorica, Podgorica                | 5.000                                            |
| 2017–18   | OFK Titograd (2)                                 | 2–0                                              | FK Igalo                                         | E. Ciutat de Podgorica, Podgorica                | 5.500                                            |
| 2018–19   | FK Budućnost (2)                                 | 4–0                                              | FK Lovćen                                        | E. Ciutat de Podgorica, Podgorica                | 9.000                                            |
| 2019–20   | Cancel·lat a causa de la pandèmia de la COVID-19 | Cancel·lat a causa de la pandèmia de la COVID-19 | Cancel·lat a causa de la pandèmia de la COVID-19 | Cancel·lat a causa de la pandèmia de la COVID-19 | Cancel·lat a causa de la pandèmia de la COVID-19 |
| 2020–21   | FK Budućnost (3)                                 | 3–1                                              | FK Dečić                                         | E. Ciutat de Podgorica, Podgorica                | 1.200                                            |
| 2021–22   | FK Budućnost (4)                                 | 1–0                                              | FK Dečić                                         | E. Ciutat de Podgorica, Podgorica                | 5.000                                            |
| 2022–23   | FK Sutjeska (2)                                  | 1–1 (prò.) (4-3 p)                               | FK Arsenal                                       | E. Ciutat de Podgorica, Podgorica                | 3.500                                            |
| 2023–24   | FK Budućnost (5)                                 | 2–1                                              | FK Jezero                                        | E. Ciutat de Podgorica, Podgorica                | 5.000                                            |

1. ↑  Capacitat limitada a causa de la pandèmia de la COVID-19.